# Roberto De Vicenzo
Roberto De Vicenzo (14. dubna 1923 Villa Ballester – 1. června 2017 Ranelagh) byl argentinský golfista. 
Narodil se jako páté ze sedmi dětí v rodině malíře pokojů a od dětství se živil jako caddie. Profesionálně začal hrát golf v roce 1938 a první turnaj vyhrál v roce 1942. Ve své kariéře získal 229 turnajových vítězství. Je rekordmanem Argentine PGA Championship, kde dosáhl šestnácti titulů. V roce 1953 vyhrál získal s Antoniem Cerdou pro Argentinu prvenství na Kanadském poháru dvojic.
Vyhrál na sedmi akcích PGA Tour. Životního úspěchu dosáhl v roce 1967, když jako první Jihoameričan vyhrál The Open Championship v Hoylake. Ve své kariéře skončil v první desítce na sedmnácti turnajích kategorie major. O vítězství na Masters Tournament v roce 1968 přišel kuriózním způsobem, když podepsal výsledkovou kartu, v níž jeho spoluhráč Tommy Aaron omylem zapsal nižší skóre, než jakého ve skutečnosti dosáhl. Podle pravidel se tak stal celkovým vítězem Bob Goalby a De Vicenzo sportovně uznal svoji chybu. Od sedmdesátých let se účastnil veteránských soutěží, v roce 1974 vyhrál mistrovství světa seniorů v golfu a v roce 1980 US Senior Open. Golfovou kariéru ukončil v roce 2006.
V letech 1967 a 1970 byl vyhlášen argentinským sportovcem roku a v roce 1980 získal cenu nadace Konex. United States Golf Association mu udělila Cenu Boba Jonese a byl uveden do Světové golfové síně slávy. Je po něm pojmenován golfový turnaj v uruguayském Maldonadu a čtvrť ve městě Manuel Alberti v provincii Buenos Aires.